# Ajgewan
Ajgewan – wieś w Armenii, w prowincji Armawir. W 2011 roku liczyła 1465 mieszkańców.